# 朗地利公園
朗地利公園（英語：Rowntree Park）是英格蘭約克的一座公眾公園，佔地20英畝（8.1公頃），設有兒童遊樂場、網球場、草地滾球場、籃球場、滑板場及野餐區。公園內有湖泊、運河及瀑布。許多鴨、天鵝及加拿大雁在此居住。1980年代，公園的露天泳池因公眾強烈抗議被拆除。
該園為紀念曾任能得利公司僱員的一戰殉國戰士而設立，由當地慈善家祖瑟·朗地利於1921年7月剪綵。
2006年，該園獲綠旗獎。

## 圖集

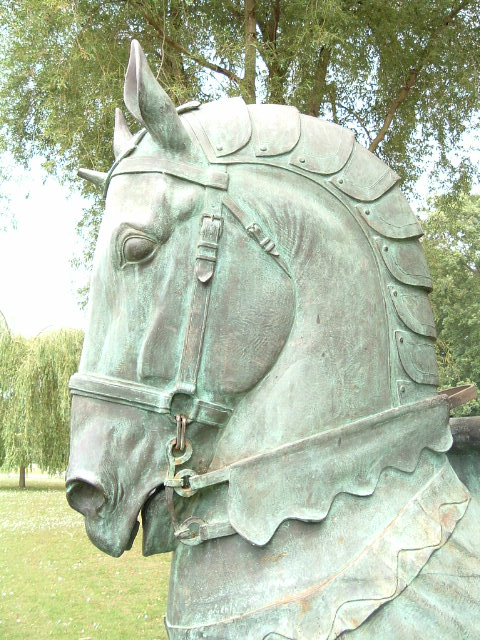
公園內的馬像
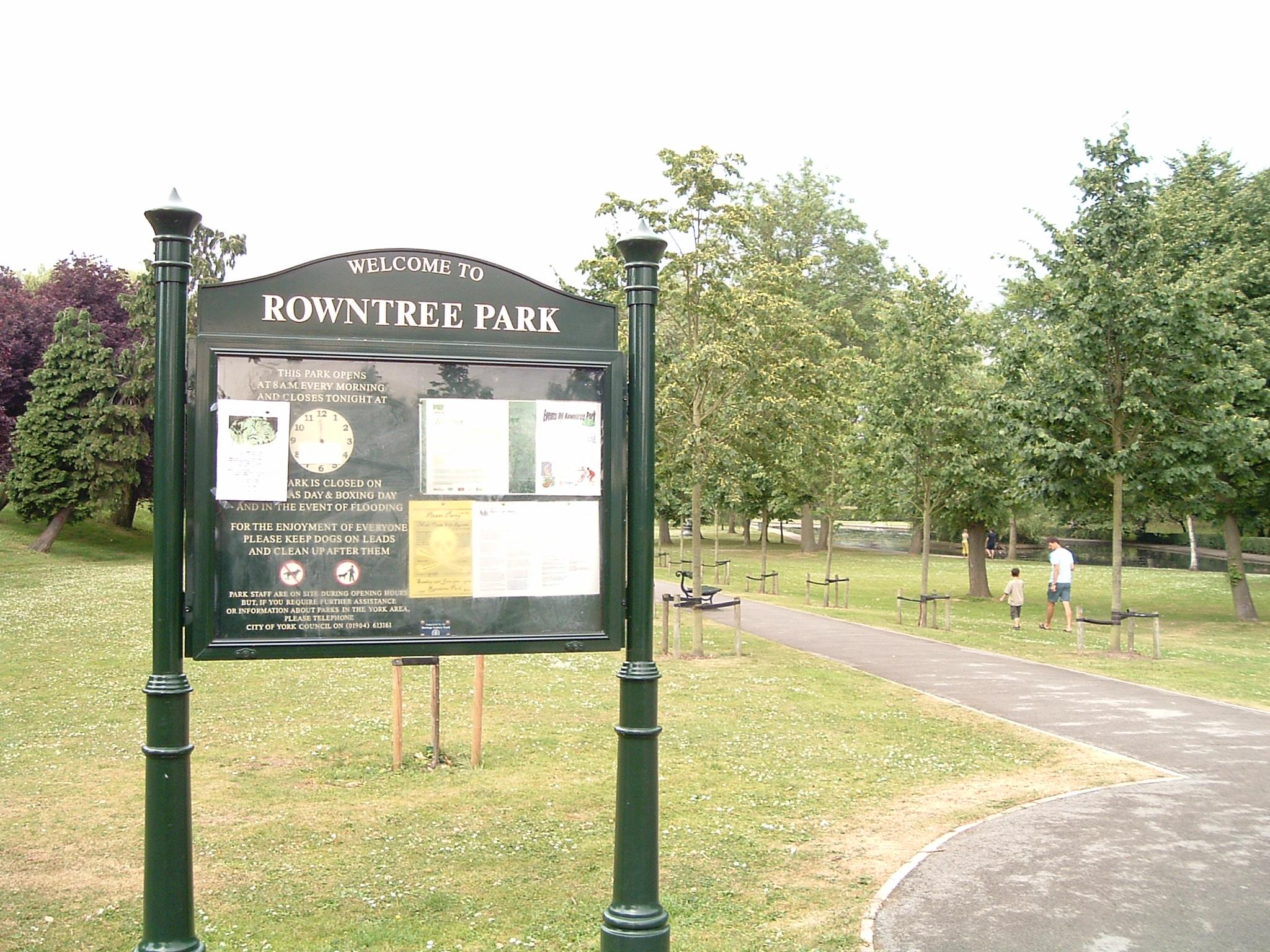
朗地利公園
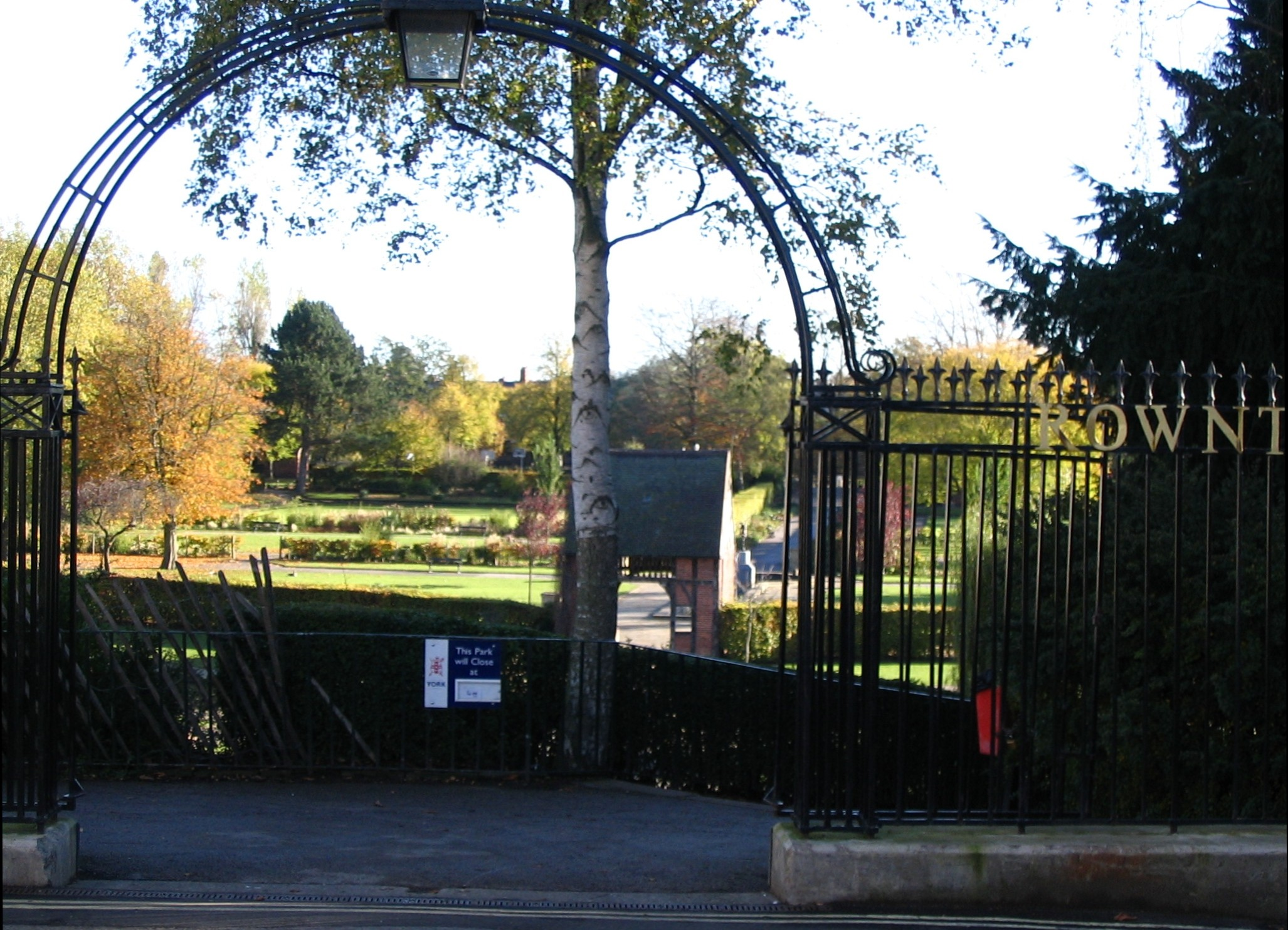
南岸入口
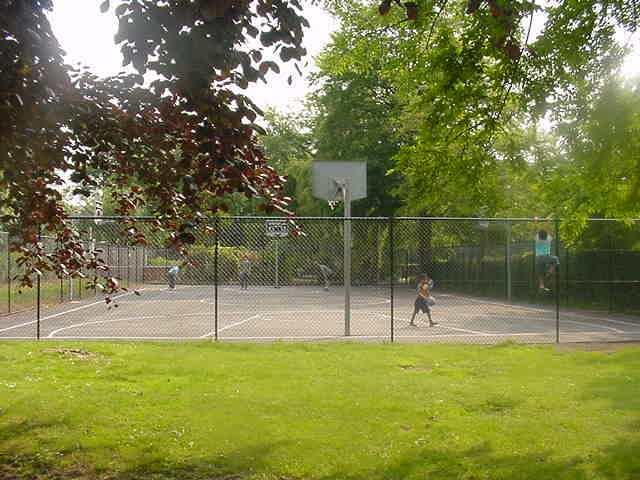
籃球場

## 外部連結
- Tourism and Information Website
- Location and history of park （页面存档备份，存于）

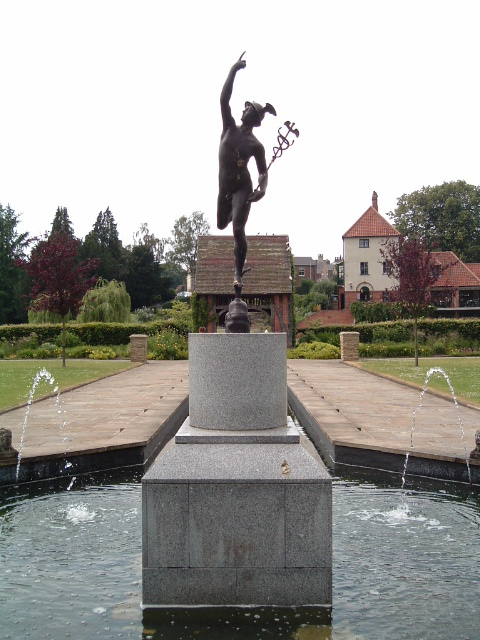
公園內的塑像

- Friends of Rowntree Park （页面存档备份，存于）
- Rowntree Park Tennis Club （页面存档备份，存于）

53°56′50″N 1°04′57″W / 53.94722°N 1.08250°W